# 月経前症候群
月経前症候群（げっけいぜんしょうこうぐん、英: premenstrual syndrome、PMS）は、数か月にわたって月経の周期に伴って、黄体期である月経の3日から10日位前からおこり、月経開始とともに消失する、一連の身体的、および精神的症状を示す症候群（いろいろな症状の集まり）。
月経前緊張症（げっけいぜんきんちょうしょう）とも呼ばれる。月経前症候群を経験した女性はより重篤な更年期障害になりうる可能性が有るとの報告がある。
診断基準に合致するものは、社会的または経済的な能力に明確に障害がある場合である。正確な原因は不明である。月経前症候群が5.4%、精神障害としての月経前不快気分障害(PMDD)が 1.2%の有病率であり、欧米では2～4%とされる。
治療には、栄養改善と定期的な運動が推奨される。イギリスのガイドラインでは、薬物療法の前に、チェストツリー、大豆イソフラボンやセント・ジョーンズ・ワートによる補完療法や、ビタミンB6・マグネシウム・カルシウムの補充が推奨されている。より症状が重い場合には、SSRI系抗うつ薬や認知行動療法、経口避妊薬やホルモンが推奨されている。婦人科（産婦人科）での診察・治療が一般的となっている。詳しい治療法については、「月経前症候群#治療」を参照。

## 小史：医学と精神医学
キャサリーナ・ダルトンは、1953年にイギリスで最初の月経前症候群(PMS)に関する医学論文を出し、1954年にロンドンのユニバーシティ・カレッジ病院に世界初のPMSの診療を設けた。その1953年の研究では、心理的な症状を訴えたのは33%であった。彼女が、1982年にプロゲステロンの安全性の審査のために呼ばれ、このホルモンが投与されている女性では55%が心理的な症状を訴えていた。
1987年にアメリカ精神医学会(APA)の診断分類である『精神障害の診断と統計マニュアル』(DSM)に、後期黄体期不快気分障害(LLPDD)の案が掲載され、1994年にそれが現在の月経前不快気分障害に変わった。PMSの認識が公となるという大きな利点があった一方で、精神の専門家は身体を実際に診察する医学に長けていないという問題も生じた。医学的にはPMSはプロゲステロンの投与が有効なホルモンの異常であり、精神科医や心理学者は、そうとはみなさず抗うつ薬や心理療法で治療する傾向がある。

## 症状
身体的症状と精神的症状に分けられ、症状の程度と出現する症状には個人差がある。下記に代表的な症状を挙げる。
| 身体的症状 | 精神的症状 |
| --- | --- |
| 下腹部膨満感 下腹痛 頭痛 乳房痛、乳房が張る 腰痛 関節痛 むくみ、体重増加、脚が重い にきび めまい 食欲亢進 便秘あるいは下痢 悪心、動悸 過剰な睡眠欲 不眠 | 怒りやすい、反感、闘争的 憂鬱 緊張 判断力低下、不決断 無気力 孤独感 疲れやすい 不眠 パニック 妄想症 集中力低下、気力が続かない 涙もろい 悪夢を見る 異性に対してのみ攻撃的になり暴力をふるう |

上記症状は単独で出る事は少なく複合で現れる。その為月経前症候群と呼ばれる。また症状の現れ方は月によって変化する事がある。また個人によっても症状が異なる。

## 原因
月経前症候群の正確な原因は不明である。女性ホルモンのバランスが急激に変化することにより、脳内のホルモンや神経伝達物質の異常を引き起こすことが関係しているのではないかと言われている。
- 卵胞刺激ホルモン、エストロゲン、黄体化ホルモン、プロゲステロン関連しているホルモンの影響。
  - 卵巣ステロイドホルモンに対するホルモンの影響を受ける器官の感受性の差
- セロトニンなどの神経伝達物質の異常。
- レニン・アンジオテンシン系の異常（水分貯留症状や低血糖類似症状から）

## 診断
身体診察および臨床検査は有用では無い。
研究者であるキャサリーナ・ダルトンは、1984年に著書で、月経前症候群は月経前に症状が出ることが反復され、月経後には症状が消失することであるとした。2回以上の月経周期において反復されており、症状が出ている月経前は14日間を超えることはごく稀である。さらに症状の消失は少なくとも7日は続く。従って、診断を下すには2～3カ月の月経日誌が必要になる。
日本の婦人科外来のガイドラインでは、診断は発症時期、身体症状、精神症状から行うことを推奨度Aで推奨し、推奨度Cでアメリカ産婦人科学会の診断基準を用いることを推奨している。
アメリカ産婦人科学会の診断基準は、症状が過去3カ月以上連続しており、また診療開始からも3カ月にわたっており、社会的または経済的な能力に明確に障害があり、月経前5日間に症状があり、月経開始後4日以内に症状が消失するものである。また症状は、薬物療法やアルコールが原因ではない。また重症の場合、月経前不快気分障害の診断基準を用いることも推奨度Cで推奨している。月経前不快気分障害は1年間のほぼ毎月の症状の診断基準を持つ。

## 治療
対症療法が行われる。

### イギリス月経前症候群協会（NAPS）のガイドライン
有効性の証拠を精査したイギリス月経前症候群協会（NAPS）のガイドラインは段階的な治療を推奨している。
最初に栄養改善と定期的な運動が勧められる。
- でんぷん質の食品で、できれば食物繊維の多いものを頻繁にとる[5]。つまり炭水化物を指す。
- より食物繊維を、果物、野菜など。
- 脂質、砂糖、塩、カフェインとアルコールを減らす[5]。

第2段階として以下が挙げられ、推奨度AとなっているのはビタミンB6で他はBである。重症でもしばしばここまでで改善する。
- ストレス管理:ヨガや瞑想など[5]。詳しくは「ストレス管理」・「ストレス#対処」を参照。
- カウンセリングなどのサポート[5]。
- 補完療法:チェストツリー（agnus-castus）やレッドクローバーイソフラボンや大豆イソフラボンやセント・ジョーンズ・ワートによる[5]。チェストツリーについては、日本でも2014年よりPMSの適応が承認され、商品名プレフェミンとしてゼリア新薬工業から販売されている。
- ビタミン・ミネラル
  - ビタミンB6（1日最大50mg）[5]。
  - マグネシウム（1日250mg）[5]。
  - カルシウム1000mg、ビタミンDを10マイクログラムを1日に、特に片頭痛に[5]。

重症のものでは次の段階が考えられる。
- 心理学的手法:SSRI系抗うつ薬、あるいは認知行動療法[5]
- 月経周期抑制:経口避妊薬や、ホルモンのエストラジオールのパッチ[5]。

### 日本産科婦人科学会のガイドライン
2014年の日本産科婦人科学会、日本産婦人科医会による婦人科外来のガイドラインが、月経前症候群に触れているが、中等症以上では、SSRIもしくはドロスピレノン・エチニルエストラジオール錠（ヤーズ配合錠剤）としている。上記イギリスのガイドラインが個々の成分の有効性の証拠を探索しているのに対して、簡易的なものである。
なお2014年には、ヤーズ錠（経口避妊薬）に対する安全性速報が出されており、血栓症が疑われる、足の急な浮腫や痛み、息切れ、胸痛、頭痛、麻痺、言語障害、視力障害に注意するための警告表示が追加された。
生活指導としては症状日誌により理解と頻度や時期や重症度を認識させ、規則正しい生活、規則正しい睡眠、定期的運動、たばこやコーヒーの制限を指導を行うとしている。
漢方薬にも触れ、症状に合わせ、当帰芍薬散、桂枝茯苓丸、加味逍遙散、桃核承気湯、女神散が挙げられているが、有効性を評価した研究は示されていない。

### レビュー
2013年のコクラン共同計画によるレビューにより、SSRI抗うつ薬（パロキセチン、セルトラリン、エスシタロプラム）は、PMSの症状の軽減に有効だが、副作用が比較的頻繁であり、一般的に吐き気や無気力が生じやすく、また服用量に応じて副作用が生じやすいことも見出された。
2024年のコクラン・レビューでもSSRI（フルオキセチン、パロキセチン、セルトラリン、エスシタロプラム、シタロプラム）はPMSの症状の軽減に有効だとしたが、68%の文献は製薬企業から資金の援助を受けており、2024年のコクラン・レビューの解釈に疑問が残るとレビュー内で警告している。
2018年のコクランのレビューでは、鍼や指圧の効果を調べた5つのランダム化比較試験があり、身体と心理的な症状に効果がある可能性があるとした。
2017年12月のシステマティックレビューでは、月経前症候群や月経前不快気分障害へのチェストツリーの効果を調査し、8つのランダム化比較試験があり、効果があり忍容性がよい（安全）ということを示していた。2017年8月のシステマティックレビューは月経前症候群に対する14件のランダム化試験からメタアナリシスし出版バイアスの可能性があるため、チェストツリーの効果を過大評価すべきではないとした。

### 非推奨
NAPSのガイドラインは、月見草油は、PMSには無効であるため強く非推奨であり、乳房の痛みには有効であるとしている。